# Cryptocephalus simulans
Cryptocephalus simulans är en skalbaggsart som beskrevs av Schaeffer 1906. Cryptocephalus simulans ingår i släktet Cryptocephalus och familjen bladbaggar.

## Underarter
Arten delas in i följande underarter:
- C. s. simulans
- C. s. conjungens
- C. s. eluticollis